# 10 mai 1981
Le dimanche 10 mai 1981 est le 130e jour de l'année 1981 du calendrier grégorien. Il est précédé par le samedi 9 mai 1981 et suivi par le lundi 11 mai 1981.

## Naissances
- Péter Ács, joueur d'échecs hongrois
- Belén Arjona, chanteuse espagnole
- Hrishitaa Bhatt, actrice indienne
- Samuel Dalembert, joueur de basket
- Moisés Dueñas, coureur cycliste espagnol
- Ingrid Falaise, comédienne québécoise
- Nicolás Frutos, joueur de football argentin
- David Gasviani, joueur de rugby à XV géorgien
- Arkadiusz Gołaś, joueur de volley-ball polonais (décédé en 2005)
- Leon Johnson (footballeur)
- Humberto Suazo, footballeur chilien
- Mariusz Witecki, coureur cycliste polonais

## Décès
- Gerhardt Boldt (né en 1918), militaire allemand
- Nikolai Tishchenko (né en 1926), footballeur soviétique

## Sports
- l'arrivée du Tour d'Espagne 1981 cycliste a lieu le 10 mai
- les Championnats d'Europe de boxe amateur 1981 s'achèvent le 10 mai, ainsi que la Coupe Memorial 1981 (hockey)

## Culture
- Cité Future est une radio FM parisienne qui émet la première fois le 10 mai 1981
- Le groupe Indochine est fondé ce jour-là
- Fin du tournage du film Gandhi

## Politique
- Mehmet Ali Ağca arrive à Rome. Il tente d'assassiner le pape Jean-Paul II trois jours plus tard
- Les élections législatives locales de 1981 à Berlin-Ouest ont lieu
- En France, victoire de François Mitterrand à l'élection présidentielle, face à Valéry Giscard d'Estaing.